# Cierra Dillard
Cierra Janay Dillard (Rochester, 8 maggio 1996) è una cestista statunitense naturalizzata senegalese.

## Carriera
È stata selezionata dalle Minnesota Lynx al secondo giro del Draft WNBA 2019 (20ª scelta assoluta).